# Palicourea tepuicola
Palicourea tepuicola är en måreväxtart som beskrevs av Julian Alfred Steyermark. Palicourea tepuicola ingår i släktet Palicourea och familjen måreväxter. Inga underarter finns listade i Catalogue of Life.